# Moleno
Moleno is een plaats en voormalige gemeente in het Zwitserse kanton Ticino, en maakt deel uit van het district Bellinzona.
Moleno telt 101 inwoners.